# Shagor
Shagor (en hebreo: שגור; en árabe: الشاغور) es una ciudad del Distrito Norte de Israel. Fue creada en 2003 con la fusión de Majd al-Krum, Deir al-Asad y Bi'ina. Fue declarada ciudad en 2005 y disuelta en diciembre de 2008.    
Según la Oficina Central de Estadísticas de Israel (CBS), la ciudad tenía una población de 27.800 de habitantes a finales de 2004. La totalidad de la población es árabe, de religión mayoritariamente musulmana, con una minoría de cristianos.

## Historia reciente
Los tres pueblos que componen la ciudad fueron capturados por las recién creadas Fuerzas de Defensa Israelíes el 30 de octubre de 1948 durante la guerra de Independencia de Israel. Sus habitantes, como en otros pueblos de Galilea, y al contrario de lo que ocurrió con la mayor parte de los pueblos árabes, no marcharon al exilio. 
En 1956 el gobierno israelí expropió, entre grandes protestas de la población local, gran parte del terreno agrícola cercano para la construcción de una ciudad de población judía, Carmiel, siguiendo la política de Ben-Gurión de contrapesar la presencia árabe en el nuevo Estado con la construcción de poblaciones judías cercanas. Durante la Guerra del Líbano en el 2006, doce de los miles cohetes Katyusha disparados por Hezbolá cayeron en las vecindades de Shagor, matando a cuatro civiles. La ciudad judía de Carmiel, que está adyacente a Shagor era blanco evidente de Hezbolá.